# Бюро де Ла Ривьер
Бюро де Ла Ривьер (фр. Bureau de La Rivière; р. ок. 1340 — ум. 16 августа 1400 в Париже) — французский политический деятель, камергер и советник королей Карла V и Карла VI.

## Биография
Сын Жана II де Ла Ривьера (ум. 1346/49) и Изабо д’Ангеран (ум. 1363). Представитель рода, основателем которого считается Жан, с 1171 года первый сеньор де Ла Ривьер.
Ещё в юности, в 1358 году, познакомился с дофином — будущим королём Карлом V, с которым был приблизительно одного возраста, став его другом и доверенным лицом. Тот, вступив на престол, назначил его своим камергером и советником. С 1365 года — главный королевский камергер (сменил на этом посту своего умершего брата Жана).
В 1376 году участвовал в мирных переговорах с англичанами. В 1379 году — один из военачальников французской армии во время похода в Бретань.
Согласно завещанию Карла V — член опекунского совета при малолетнем Карле VI. В конце 1380 года обвинён в сношениях с англичанами, и его отстранили от дел дяди короля — герцоги Людовик Анжуйский, Жан Беррийский и Филипп Бургундский. Однако за советника вступился коннетабль Оливье де Клиссон, который был обязан Бюро де Ла Ривьеру своим назначением на должность. По рассказу средневекового историка, на глазах у всего двора он бросил перчатку, и никто не осмелился принять вызов.
С 1388 года, когда Карл VI избавился от опеки герцогов, Бюро де Ла Ривьер стал одним из «мармузетов», группы советников молодого короля, фактически руководивших французским государством. Однако в 1392 году король впал в безумие, и принцы, дяди короля, снова захватили власть. Бюро де Ла Ривьер был арестован в своём замке Они, его владения конфисковали. Содержался сначала в Лувре, потом в Бастилии.
В 1394 году в период временного просветления разума король затребовал к себе своего министра. Узнав, что тот в заключении, Карл VI приказал освободить Бюро де Ла Ривьера (что и было сделано 31 января) и вернуть ему конфискованное имущество. Однако король для его же безопасности запретил ему жить в столице, и Бюро де Ла Ривьер удалился в свой замок Тур-дю-Пен в Дофине. Потом он получил разрешение вернуться.
Умер 16 августа 1400 в Париже. Согласно воле короля Карла VI похоронен в базилике Сен-Дени у его ног вместе с Бертраном Дюгекленом и Луи де Сансерром.

## Владения
13 июня 1366 года получил от короля сеньорию Сези (Césy) в Бургундии. 20 октября 1370 года купил у Перронеллы, жены Клемана Руо по прозвищу Тристан, сеньории Сен-Морис-ан-Тизуайль и Корвол-д’Амбернар. 8 июля 1377 года купил у Жана Ла Персонна сеньории Марси и Наннэ.

## Семья
Жена (свадьба 8 марта 1360 года) — Маргарита д’Оно (ок. 1346—1418), дама д’Оно и де Рошфор (купила сеньорию Рошфор в 1380 г. у Изабеллы де Руси, дочери Роберта де Руси). Дети:
- Изабелла, жена сеньора де Сен-Врена
- Шарль (ум. 1432), граф де Даммартен (1400—1402, по правам жены), сеньор де Ла Ривьер, Оно, Рошфор, Креси, Мондубло и Сеси, советник короля Карла VI.
- Жанна, дама д’Иер, жена адмирала Жака I де Шатильона;
- Жак (ум. 1413), сеньор Шасси и Оно, камергер Людовика I Орлеанского.
- Пьеретта, жена Ги VI де Ла Рош-Гюйона.